# Никола-Козлево
Никола-Козлево (болг. Никола Козлево) — село в Болгарии. Находится в Шуменской области, входит в общину Никола-Козлево. Население составляет 798 человек.

## Политическая ситуация
Никола-Козлево подчиняется непосредственно общине и не имеет своего кмета.
Кмет (мэр) общины Никола-Козлево — Турхан Фахредин Каракаш Движение за права и свободы (ДПС)) по результатам выборов в правление общины.